# Nilssonia nigricans
La tartaruga dal guscio molle nera (Nilssonia nigricans Anderson, 1875), o tartaruga di Bostami, è una tartaruga d'acqua dolce della famiglia dei Trionichidi diffusa in India (Assam) e Bangladesh (Chittagong). Per molto tempo non è stata considerata una specie vera e propria dagli studiosi, che la ritenevano frutto dell'incrocio tra esemplari di tartarughe dal guscio molle del Gange (N. gangetica) e tartarughe dal guscio molle pavonine indiane (N. hurum), ma nonostante sia una stretta parente della seconda specie, è effettivamente una specie a sé stante.

## Storia

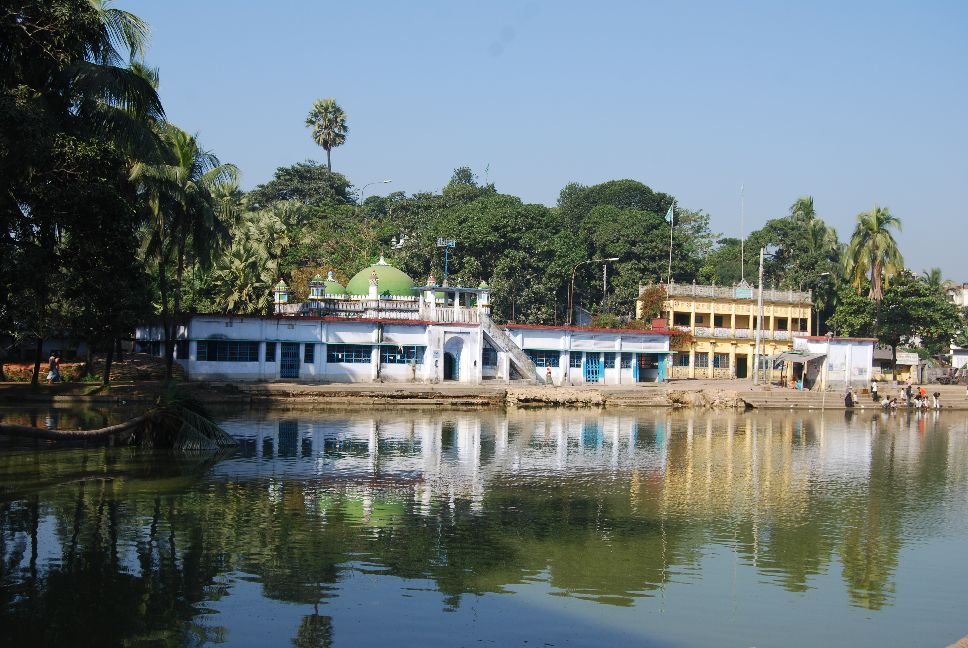
Il santuario di Bayazid Bastami con il suo stagno.

Originariamente nativa del corso inferiore del fiume Brahmaputra, l'unica popolazione nota di questa specie è quella composta da 150-300 esemplari presenti in uno stagno artificiale situato nel santuario del sultano Hazrat Bayazid Bastami (spesso traslitterato anche come «Bostami» o «Bustami») di Chittagong, dove dipende esclusivamente dall'uomo per la sopravvivenza. Tra i locali e i fedeli questa specie è nota come mazari («abitante di Mazar»); la prima descrizione scientifica dell'animale venne fatta proprio a partire da uno degli esemplari del santuario.
I guardiani del santuario - gli uomini del cosiddetto «Mazar Committee» - proteggono la popolazione di tartarughe, ma non permettono a nessuno di prelevarle dallo stagno, né per ucciderle, né per reintrodurle in natura. Questo perché gli animali sono considerati i discendenti dei peccatori che furono miracolosamente trasformati in tartarughe da un santo nel XIII secolo. Tuttavia, i guardiani consentono agli scienziati di studiare la popolazione dello stagno, ma ovviamente questi non devono recare alcun danno agli animali.
Nel 2002 la IUCN classificò la specie come «Estinta in natura». Comunque, successivamente gli studiosi hanno scoperto almeno una popolazione selvatica di questi rettili nell'Assam, lungo il fiume Jia Bhoroli, un affluente settentrionale del Brahmaputra. Un'altra popolazione, inoltre, è stata identificata anche nello stagno di Kachapukhuri, sulle Colline di Nilachal, vicino al Tempio di Kamakhya di Guwahati, sempre nell'Assam.